# Oxyopomyrmex gaetulus
Oxyopomyrmex gaetulus är en myrart som beskrevs av Santschi 1929. Oxyopomyrmex gaetulus ingår i släktet Oxyopomyrmex och familjen myror. Inga underarter finns listade i Catalogue of Life.